# Concert per a piano núm. 1 (Liszt)
El Concert per a piano núm. 1 en mi bemoll major, R 455, S.124, de Franz Liszt va ser acabat el 1849 i estrenat sis anys més tard, el 17 de febrer de 1855 a Weimar, amb el mateix autor actuant com a solista i Hector Berlioz al capdavant de l'orquestra. A la partitura manuscrita, Liszt va denominar aquesta obra com concerto symphonique. El concert està dedicat al també compositor i pianista Henry Litolff.
Els seus primers esbossos daten de 1830, quan Liszt tenia dinou anys, però el mestre no hi va començar a treballar decididament fins després de 1840. El va acabar el 1849 i després de diverses revisions va ser estrenat finalment el 1855.